# 甲斐康浩
甲斐康浩（日语：／ Kai Yasuhiro，1968年4月30日—），日本男子柔道运动员。他曾代表日本参加1990年亚洲运动会柔道比赛，获得一枚金牌。他也曾参加1992年夏季奥林匹克运动会。